# Pipestone
Pipestone er en amerikansk by og administrativt centrum for det amerikanske county Pipestone County, i staten Minnesota. I 2000 havde byen et indbyggertal på 4.280.

## Ekstern henvisning
- Pipestones hjemmeside (engelsk)

44°00′02″N 96°19′03″V / 44.000555555556°N 96.3175°V